# Ryōta Ōsaka
Ryōta Ōsaka (逢坂 良太 Ōsaka Ryōta?,  Prefectura de Tokushima, Japón, 2 de agosto de 1986) es un actor de voz japonés, afiliado a Early Wing. Algunos de sus roles más destacados incluyen el de Eijun Sawamura en Diamond no Ace, Yūma Isogai en Assassination Classroom, Maou Sadao en Hataraku Maō-sama!, Marco Bodt en Shingeki no Kyojin, Keiji Akaashi en Haikyū!!, Ryōta Watari en Shigatsu wa Kimi no Uso, Nice en Hamatora, Bennett en Genshin Impact, Zen Wistalia en Akagami no Shirayukihime, Gyūtarō en Kimetsu no Yaiba  e Ikki Kurogane en Rakudai Kishi no Cavalry, entre otros.
Ha sido condecorado, junto con sus colegas Natsuki Hanae y Sōma Saitō, con el premio "Mejor Actor Revelación" en la novena edición de los Seiyū Awards por sus trabajos en Hamatora y Kakumeiki Valvrave.

## Biografía
Ōsaka nació el 2 de agosto de 1986 en la prefectura de Tokushima, Japón, es el hijo del medio de tres hermanos. Jugó en un equipo de béisbol en la escuela primaria y en el equipo de softbol como lanzador en la escuela secundaria . Estuvo involucrado en el anime mientras asistía a la escuela secundaria, pero no tenía ningún sueño en particular sobre la actuación antes de ingresar a la escuela secundaria. Después de graduarse de una escuela secundaria técnica local, Ōsaka se mudó a Tokio con un amigo que también quería ser actor de voz y estudió los conceptos básicos de actuación durante dos años en Nippon Kogakuin Hachioji College. Después de graduarse, Ōsaka asistió a una escuela de formación de actores de doblaje, pasó la audición adicional para la agencia Early Wing e hizo su debut en 2010.
En abril de 2012, Ōsaka expresó a Yuki Sanada en Tsuritama. Yukio Nagasaki, que vio su actuación en la audición, dijo que pensó que podría convertirse en el rostro de "una nueva generación de actores de voz masculinos en papeles principales". El apoyo de Nagasaki le ganó a Ōsaka el papel. En la primera post-grabación, estaba nervioso y fue alentado por su coprotagonista Tomokazu Sugita, quien le dijo: "Vamos a trabajar, para que puedas concentrarte". Recibió el premio al Mejor Actor Revelación en los 9.º Premios Seiyu en 2015. También presenta el programa de radio ŌHana (逢坂市立花江学園, Ōsaka Shiritsu Hanae Gakuen) junto con el actor de voz Natsuki Hanae. 

### Característica
Kenji Nakamura, director de Tsuritama, dijo: “No hay sarcasmo cuando lo escuchas, o mejor dicho, tiene una voz clara e incolora, como el agua, que es apta para un papel protagónico” y locutor de Nippon Broadcasting System. Naoki Yoshida dijo: "El personaje principal puede crecer correctamente sin ser deliberado". Su mejor papel es el de "un chico alegre en la escuela secundaria".
Dice que querer ser como Rid Herschel de Tales of Eternia, interpretado por Akira Ishida, es lo que lo inspiró a convertirse en actor de doblaje, y considera que Ishida es su actor de doblaje objetivo. Entre los papeles que interpreta Ishida, le gustan especialmente personajes como Rid y Athrun Zala de Mobile Suit Gundam SEED, quienes parecen ser los personajes principales.
Dice que le encanta cantar, y también hace trabajos de canto. También le encanta cantar, y también canta un poco. También es muy activa interactuando con sus fans, diciendo que escuchar sus voces en los eventos la ayuda en su trabajo.

## Vida personal
Ōsaka anunció su matrimonio con la actriz de voz Manami Numakura el 23 de octubre de 2019. El 19 de diciembre de 2021, anunció el nacimiento de su primer hijo.

## Filmografía

### Anime
Los papeles principales en negrita
2011
- Kimi to Boku - Palmo
- Mashiroiro Symphony - Koichi Mizuhara, Male Student (Ep. 12)
- Sengoku Paradise Mikami - New General 2
- Hunter × Hunter - Kanzai

2012
- Hagure Yūsha no Aestetica - Control Staff (Ep. 9), Student B (Ep. 3, 11), Young Man (Ep. 6)
- Hyouka - Male Basketball Club Member (Ep. 1)
- Inu x Boku SS - Boy (Ep. 8)
- Jojo's Bizarre Adventure - Mark (Ep. 14)
- Little Busters! - Student C (Ep. 7), Student E (Ep. 3)
- Medaka Box Abnormal - Hyakuchou Hayama
- Muv-Luv Alternative: Total Eclipse - Kil Efremov, Operador (Ep. 4)
- Natsuiro Kiseki - Male Student (Ep. 1)
- Onii-chan dakedo Ai sae Areba Kankeinai yo ne! - Akito Himenokōji
- Sakura-sō no Pet na Kanojo - Boy A (Ep. 9), Freshman Boy (Ep. 20)
- Sket Dance - Kiri Kato
- Suki-tte ii na yo - Estudiante masculino (Ep. 11)
- Sword Art Online - Laughing Coffin Member (Ep. 6)
- Tsuritama - Yuki Sanada
- To Love-Ru -Trouble- Darkness - Male Student A (Ep. 1)
- Tonari no Kaibutsu-kun - Sasahara Sōhei

2013
- Beast Saga - Kannigaroo
- Boku wa Tomodachi ga Sukunai NEXT - Touma Suzutsuki (Ep. 5)
- Danbōru Senki Wars - Arata Sena
- Hataraku Maō-sama! - Maō Sadao
- Ore no Kanojo to Osananajimi ga Shuraba Sugiru - Kidō Eita
- Shingeki no Kyojin - Marco Bodt, Man (Ep. 2)
- Kakumeiki Valvrave - Tokishima Haruto
- Rozen Maiden - Jun Sakurada
- Blood Lad - Staz Charlie Blood
- Strike the Blood - Motoki Yaze
- Nagi no Asukara - Kaname Isaki
- Highschool DxD New - Vali Lucifer
- Gatchaman Crowds - Sugane Tachibana
- Magi: The Kingdom of Magic - Sphintus Carmen
- Super Seisyun Brothers - Chika Shinmoto
- Diamond no Ace - Eijun Sawamura

2014
- Hamatora - Nice
- Knights of Sidonia - Nagate Tanikaze[3]
- Gokukoku no Brynhildr - Ryota Murakami
- Kanojo ga Flag o Oraretara - Sōta Hatate
- Glasslip - Kakeru Okikura
- Shōnen Hollywood -Holly Stage for 49- - Kakeru Kazama
- Argevollen - Tokimune Susumu
- Gundam Reconguista in G - Klim Nick
- Re:_Hamatora - Nice
- Hunter X Hunter - Kanzai
- Shigatsu wa Kimi no Uso as Ryota Watari
- Sword Art Online II - Shouichi Shinkawa
- Denki-gai no Honya-san - Umio

2015
- Assassination Classroom - Yūma Isogai
- Aldnoah.Zero - Klancain
- Diamond no Ace S2 - Eijun Sawamura
- Gatchaman Crowds insight - Sugane Tachibana
- Highschool DxD BorN - Vali Lucifer
- Knights of Sidonia: War of the Ninth Planet - Nagate Tanikaze
- Shōnen Hollywood -Holly Stage for 50- - Kakeru Kazama
- Takamiya Nasuno Desu! - Yōta Oshimoto
- Show by Rock!! - Kai
- Kuroko no Basket 3 - Chihiro Mayuzumi
- Yamada-kun to 7-nin no Majo - Ryū Yamada
- Akagami no Shirayukihime - Zen Wistalia
- Charlotte - Shō (cap. 3)
- Ushio to Tora - Satoru Moritsuna
- Rakudai Kishi no Cavalry - Ikki Kurogane
- Haikyū!! 2 - Keiji Akaashi
- Shingeki! Kyojin Chūgakkō - Marco Bodt

2016
- All Out!! – Mutsumi Hachiōji
- Trickster: Edogawa Rampo 'Shōnen Tantei-dan' Yori - Kensuke Hanazaki
- Tales of Zestiria: Doushi no Yoake - Mikleo
- Kōtetsujō no Kabaneri - Sukari

2017
- Kabukibu! - Shin Akutsu
- Koi to Uso - Yukari Nejima
- Netsuzō Trap - Takeda
- Yōkoso Jitsuryoku Shijō Shugi no Kyōshitsu e - Yūsuke Hirata
- Black Clover - Sekke Bronzazza

2018
- Overlord  - Climb
- Zoku Touken Ranbu: Hanamaru - Shishiou
- Nil Admirari no Tenbin - Hisui Hoshikawa

2019
- Dungeon ni Deai o Motomeru no wa Machigatteiru Darō ka 2 - Apollo
- Bokutachi wa Benkyō ga Dekinai – Nariyuki Yuiga
- Diamond no Ace: Act II - Eijun Sawamura
- Ensemble Stars – Ibara Saegusa
- Mairimashita! Iruma-kun – Ami Kirio

2020
- Healin' Good PreCure - Youta Hiramitsu
- Bungou to Alchemist: Shinpan no Haguruma - Murou Saisei
- Haikyuu!!: To the Top - Keiji Akaashi
- Gleipnir - Naoto

2021
- Tokyo Revengers - Naoto Tachibana
- Kimetsu no Yaiba: Yūkaku-hen - Gyutaro

2022
- Shinobi no Ittoki - Ittoki Sakuraba

2023
- MF Ghost - Kōki Sawatari
- Bōshoku no Berserk - Fate Graphite

### OVA's
- Rescue Me! - Masayuki Mizutani
- Niji-iro Prism Girl - Tōya Ichinose
- Tales of Zestiria ~Doushi no Yoake~ - Mikleo
- Yamada-kun to 7-nin no Majo (OVA) - Ryū Yamada
- Haikyū!! ova 1 y 2 Land vs air - Akaashi Keiji

### Videojuegos
- DURARARA!!3waystandoff - Estudiante
- La storia della Arcana Famiglia - Teo
- Steel Chronicle - Noah Maeterlinck
- Akiba's Trip 2 - Protagonista
- Danball Senki - Arata Sena
- Fairy Fencer F - Fang
- La storia della Arcana Famiglia Collezzione! - Jeremy
- Dengeki Bunko Fighting Climax - Maou Sadao
- Tales of Zestiria - Mikleo
- Exist Archive - Kanata
- Trials of mana - Kevin
- Genshin Impact (Bennett)
- BlackStar - Theater Starless - Sinju
- Ensemble Stars! - Ibara Saegusa

### Doblaje
- Miraculous: Las aventuras de Ladybug - Adrien Agreste